# 10671 Mazurova
10671 Mazurova este un asteroid din centura principală de asteroizi.

## Descriere
10671 Mazurova este un asteroid din centura principală de asteroizi. A fost descoperit pe 11 septembrie 1977 la Observatorul de Astrofizică din Crimeea de Nikolai Cernîh. Asteroidul prezintă o orbită caracterizată de o semiaxă mare de 2,43 ua, o excentricitate de 0,17 și o înclinație de 4,7° în raport cu ecliptica.